# لنز اصلاح پرسپکتیو

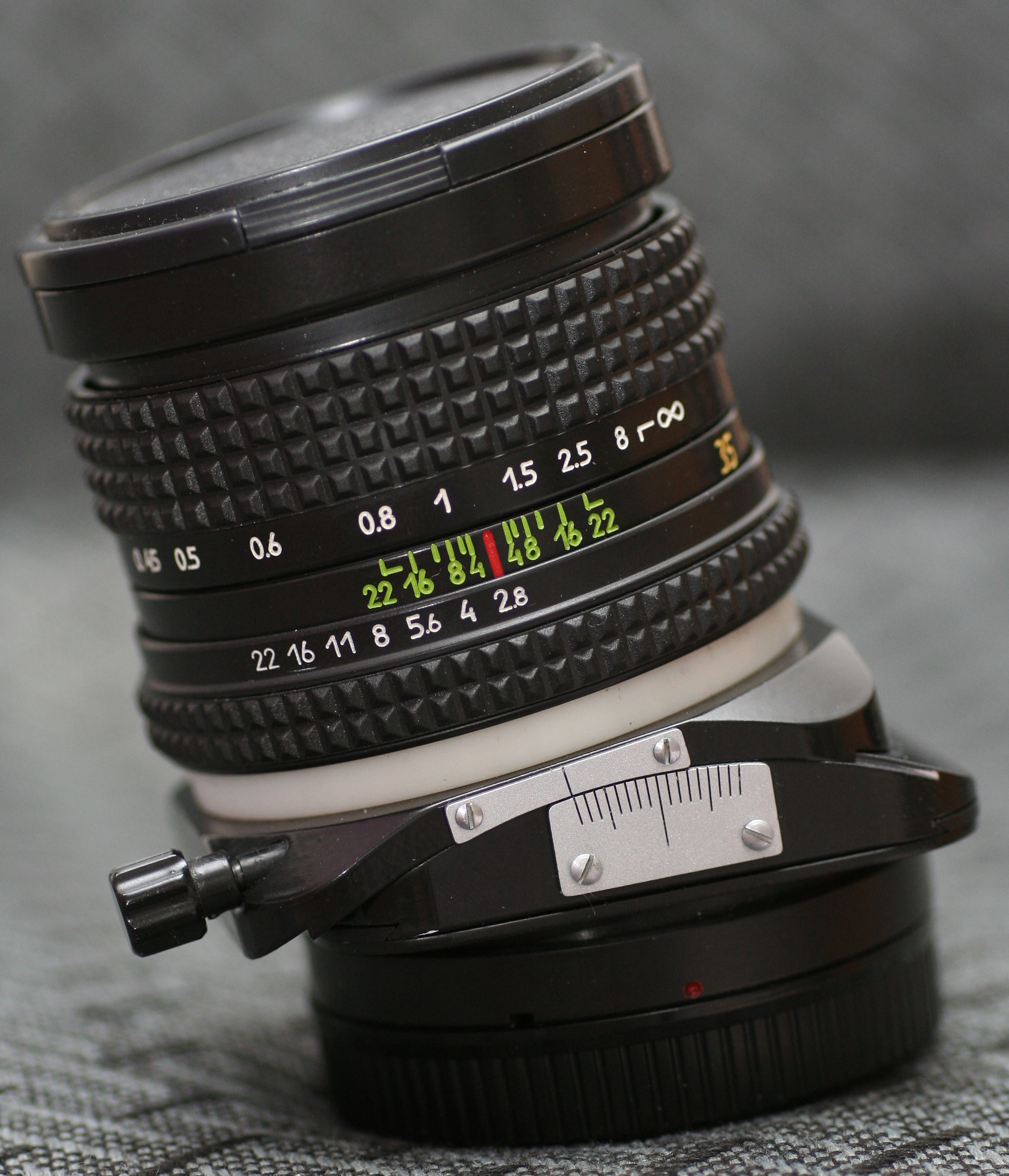
یک لنز ۳۵ میلیمتری اصلاح پرسپکتیو، شرکت پنتکس

لنز تصحیح پرسپکتیو یا لنز PC لنزی است که خطاهای پرسپکتیوی را اصلاح می‌کند و در عکاسی معماری کاربرد دارد.
نمایی که از آثار معماری عکسبرداری می‌شود معمولاً با مرکز اثر زاویه دارد و به همین خاطر پرسپکتیوی ایجاد می‌شود که مطلوب نیست. این لنزها قابلیت چرخش به جوانب یا بالا و پایین (Shift، Tilt، Swing، Rise/Fall) یا هردو را دارند.

## نگارخانه

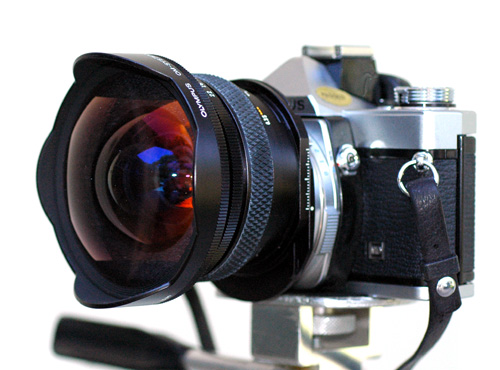
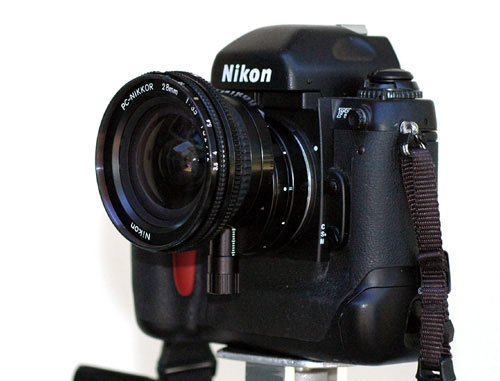
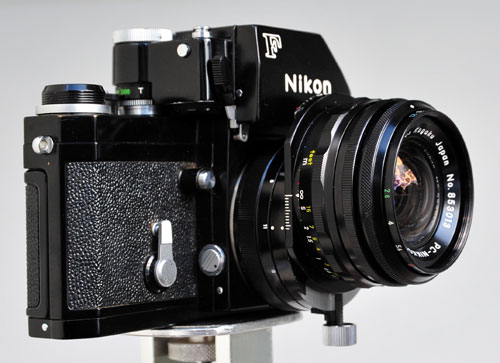
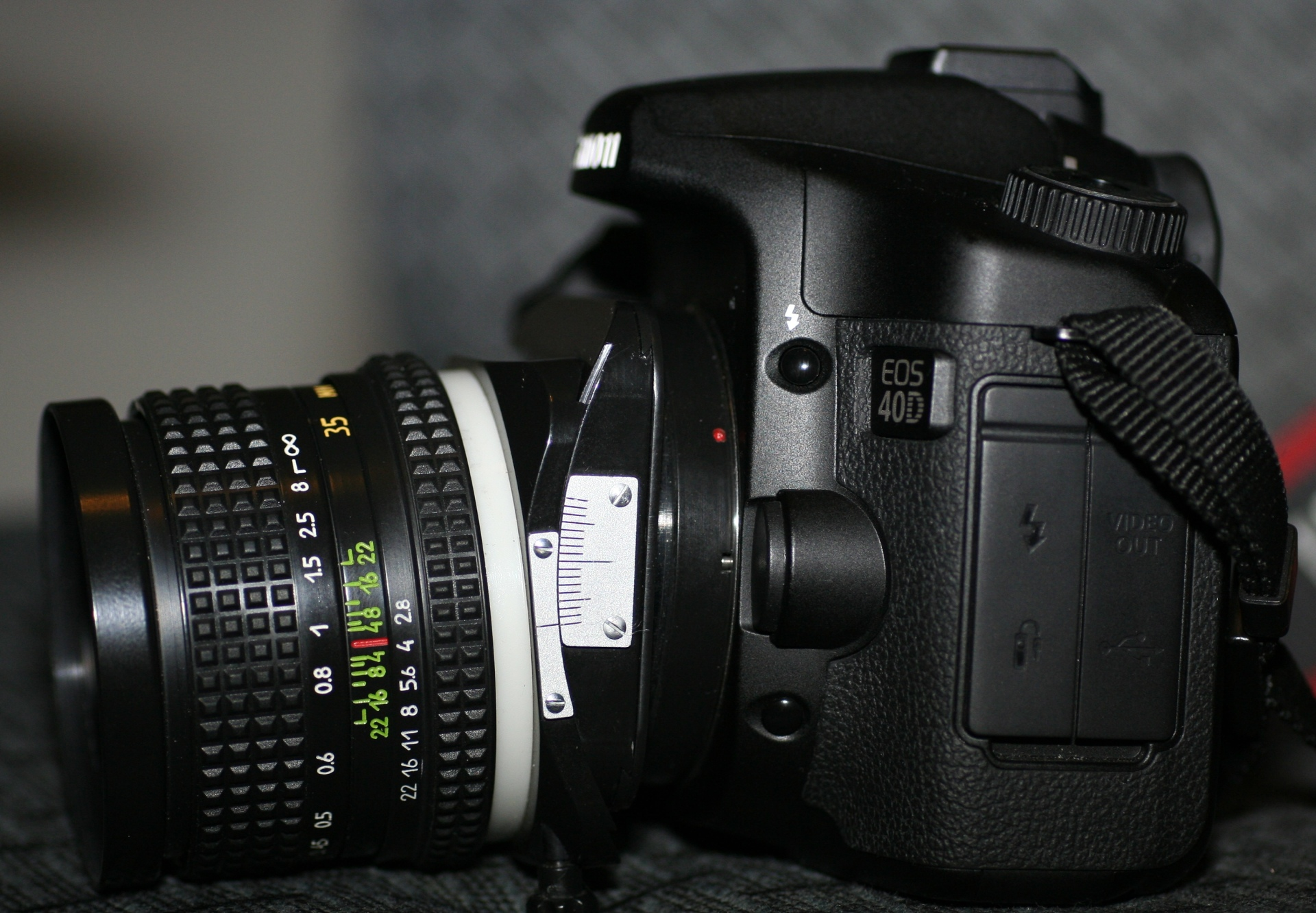
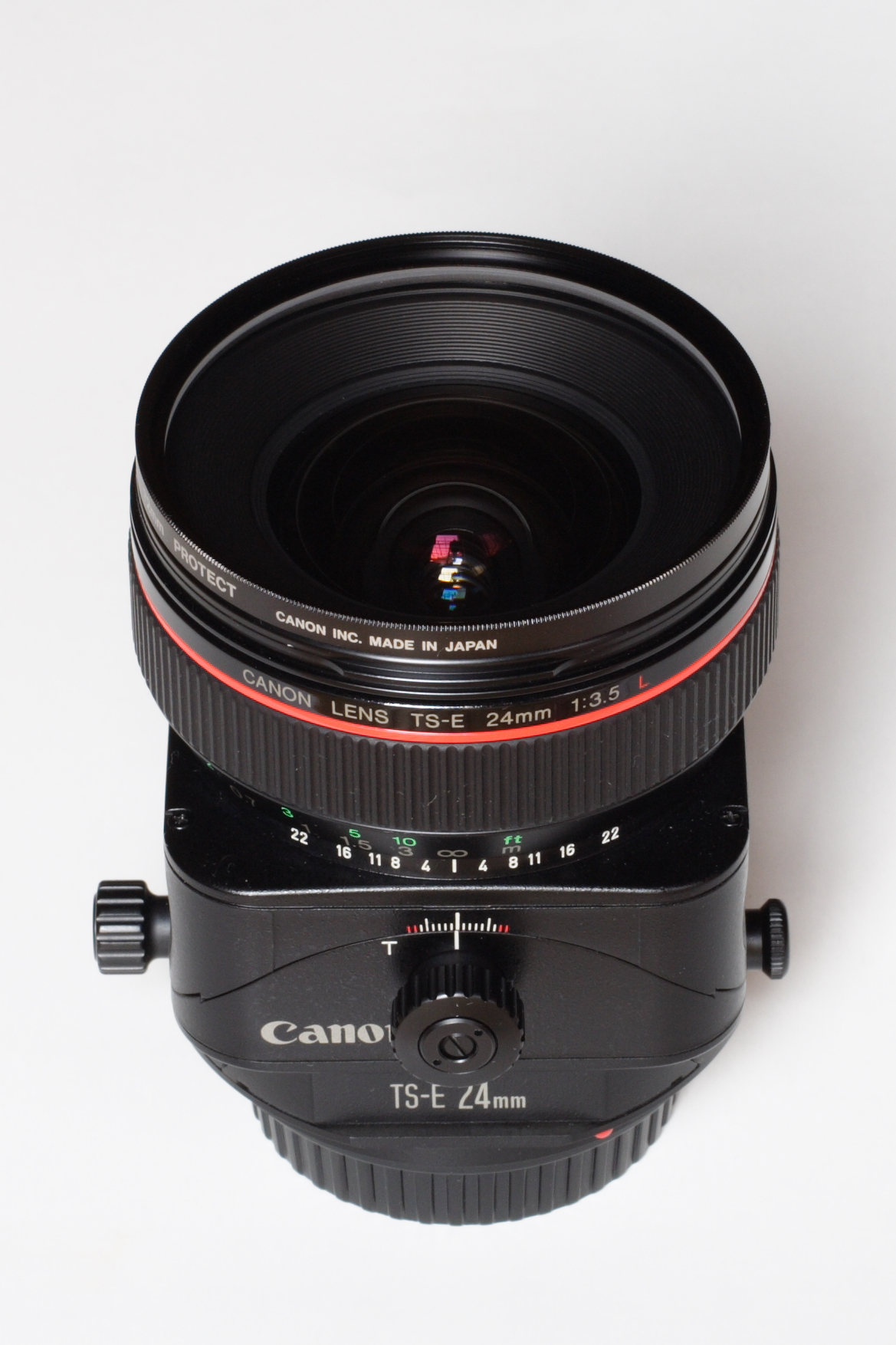
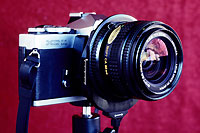
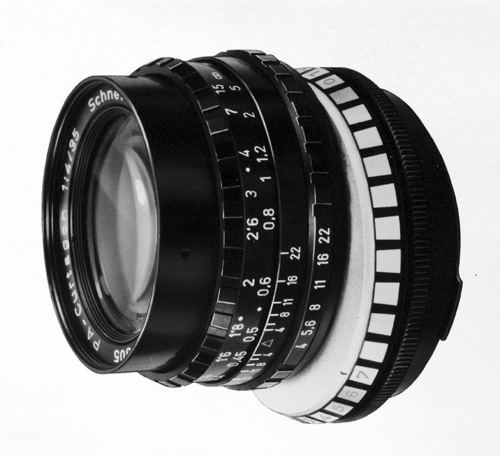
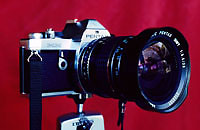
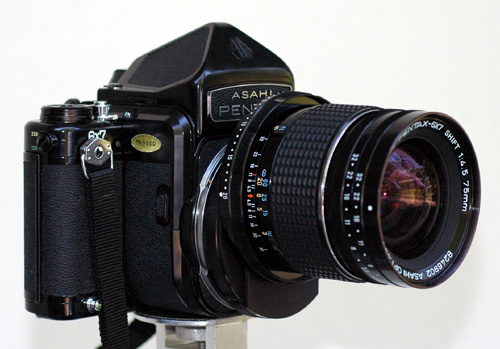